# Léo Vincent
Léo Vincent é um ciclista profissional francês, nasceu a 6 de novembro de 1995 em Vesoul, França. Actualmente corre para a equipa profissional francês Groupama-FDJ.

## Palmarés
2015
- 1 etapa da Ronde d'Isard
- 1 etapa do Tour de Saboia

2016
- Tour de Jura[1]

## Resultados nas Grandes Voltas
| Carreira        | 2017 | 2018 | 2019 |
| --------------- | ---- | ---- | ---- |
| Giro d'Italia   | -    | -    | -    |
| Tour de France  | -    | -    | -    |
| Volta a Espanha | -    | 77.º | -    |

-: não participa 

Ab.: abandono 

## Equipas
- Roubaix Lille Métropole stagiaire (08.2015-12.2015)
- FDJ stagiaire (08.2016-12.2016)
- FDJ (2017-)
  - FDJ (2017-2018)
  - Groupama-FDJ (2018-)